# Бейн, Скотт
Скотт Бейн (англ. Scott Bain; родился 22 ноября 1991 года в Эдинбург, Шотландия) — шотландский футболист, вратарь клуба «Селтик».

## Клубная карьера
Бейн — воспитанник клуба «Абердин». В 2010 году для получения игровой практики Скотт был отдан в аренду в «Элгин Сити». 21 августа в матче против «Ист Стерлингшир» он дебютировал в Третьем дивизионе Шотландии. В 2011 году после окончания аренды Бейн перешёл в «Аллоа Атлетик». 6 августа в матче против «Странраера» он дебютировал за новый клуб. По итогам сезона он помог клубу выйти во Второй дивизион, а спустя ещё год в Чемпионшип. Летом 2014 года Бейн подписал контракт на 3 года с «Данди». 25 октября в матче против «Гамильтон Академикал» он дебютировал в шотландской Премьер-лиге. В начале 2018 года Скотт был отдан в краткосрочную аренду в «Хиберниан», но не сыграв ни минуты, был арендован «Селтиком». 11 марта в матче против «Рейнджерс» он дебютировал за новую команду. По итогам сезона Бейн помог клубу выиграть чемпионат и Кубок Шотландии. Летом «кельты» выкупили трансфер игрока. Скотт подписал контракт на 4 года.

## Международная карьера
3 июня 2018 года в товарищеском матче против сборной Мексики Бейн дебютировал за сборной Шотландии.

## Достижения
Командные
Селтик
- Чемпионат Шотландии по футболу: 2017/18, 2018/19
- Обладатель Кубка Шотландии: 2017/18, 2018/19
- Обладатель Кубка шотландской лиги: 2017/2018